# كلية الآداب (جامعة كفر الشيخ)

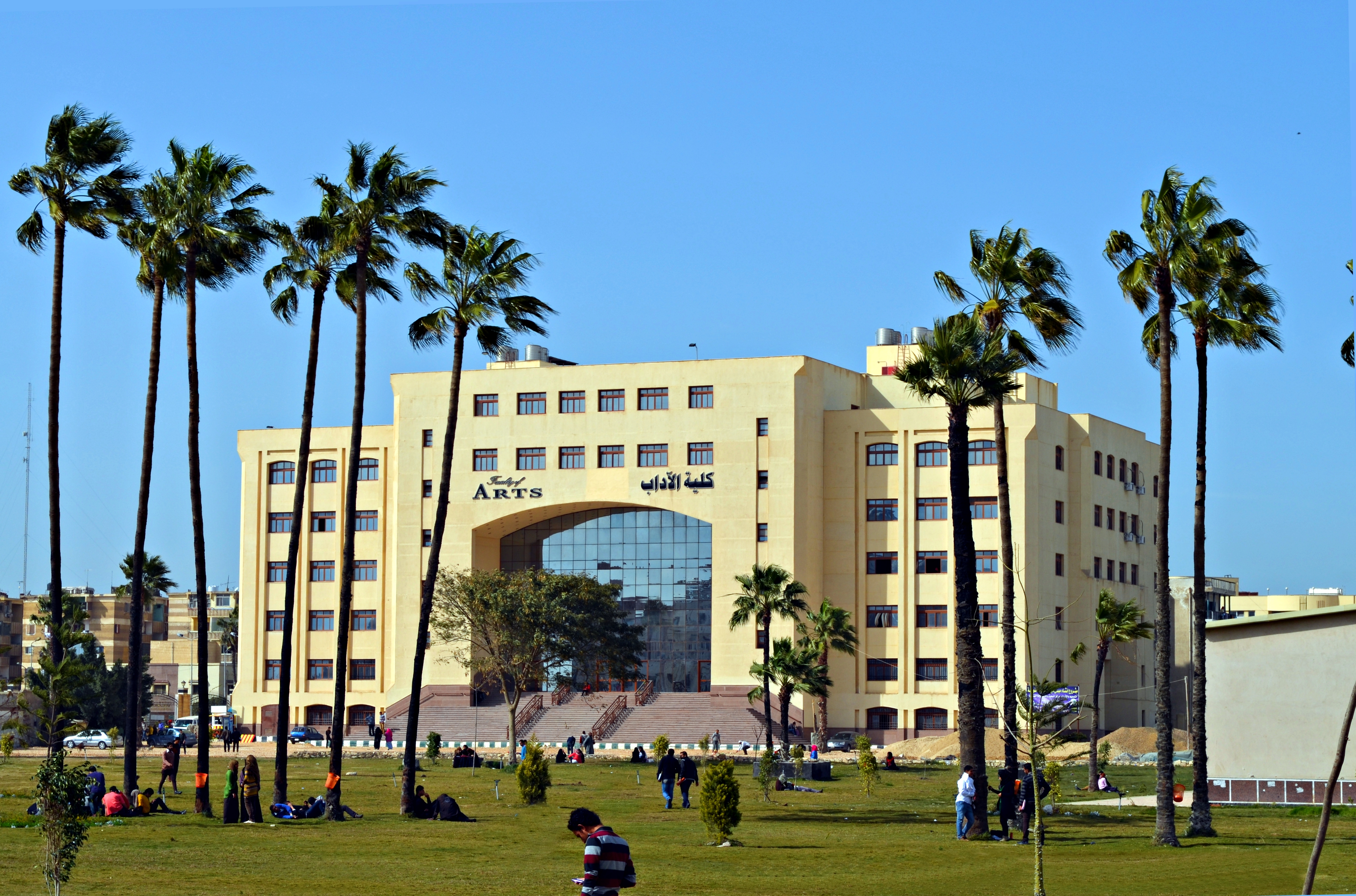
كلية الآداب

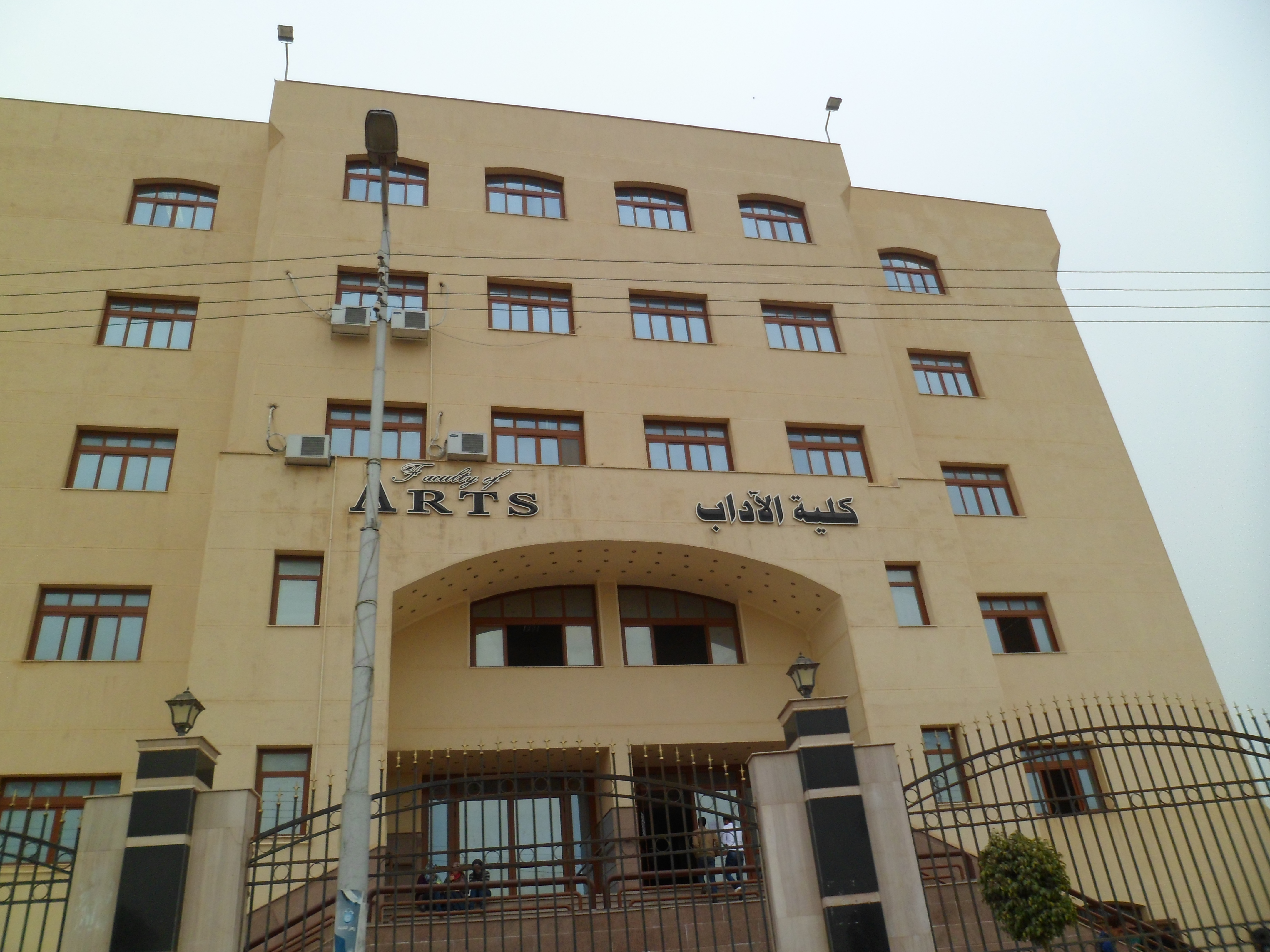
كلية الآداب.

كلية الآداب بجامعة كفر الشيخ، أنشئت عام 1992 بمدينة كفر الشيخ، وبدأت الدراسة بها في العام الجامعي 1992/1993م باعتبارها فصولا دراسية تابعة لكلية الآداب - جامعة طنطا وبلغ عدد الطلاب المقبولين بها 330 طالباً بالفرقة الأولى, تم توزيعهم على أقسام الكلية والبالغ عددها في ذلك الوقت ستة أقسام, ثم استقلت الكلية مع استقلال جامعة كفر الشيخ في 1/8/2006م وبلغ عدد الطلاب المقبولين بها 2111 طالباً بالفرقة الأولى عام 2009 .

## أقسام الكلية
تضم كلية الآداب 12 قسماً هي:
- قسم اللغة العربية
- قسم اللغة الإنجليزية
- قسم اللغة الفرنسية
- قسم التاريخ

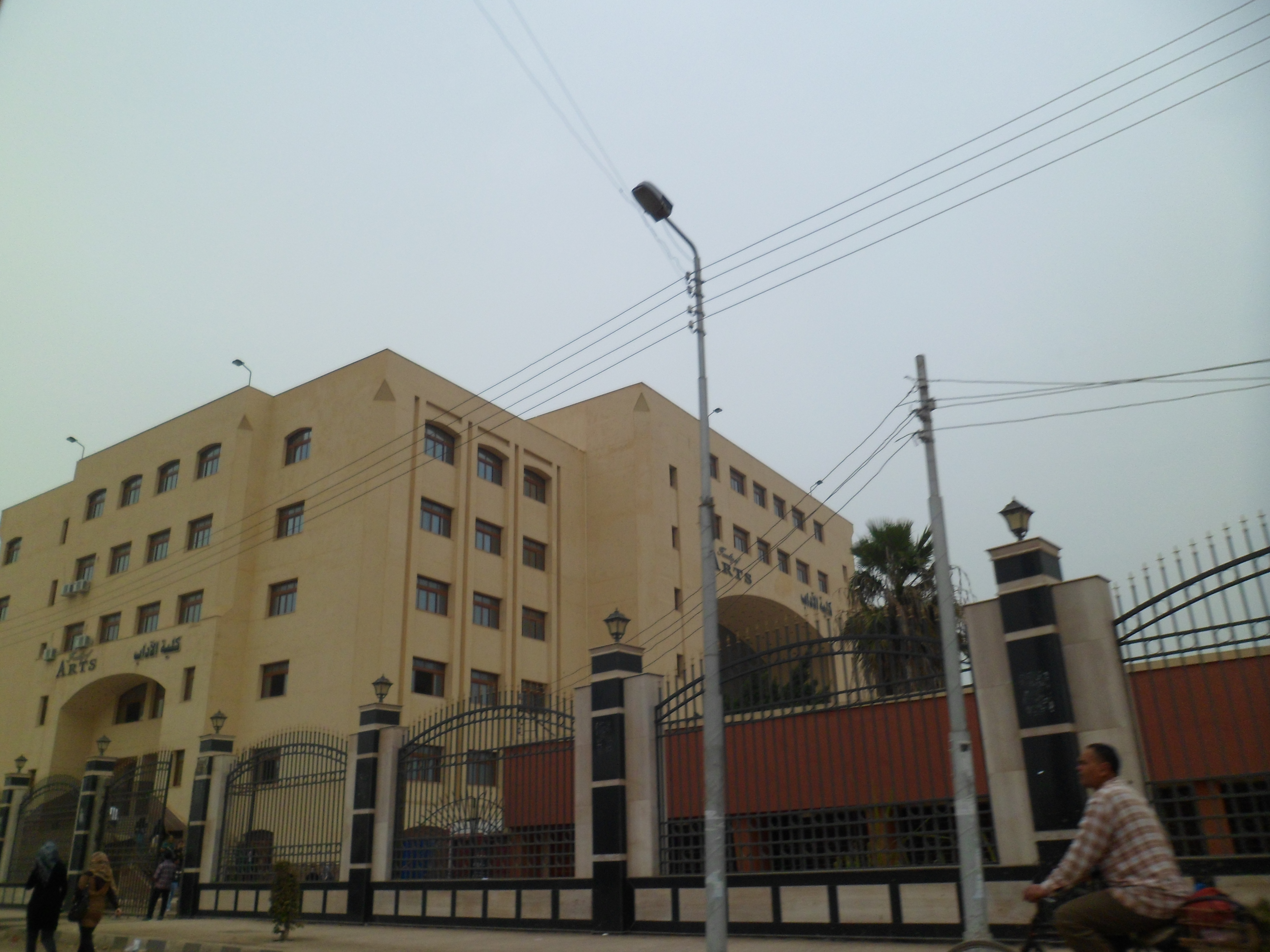
مبانِ كلية الآداب.

- قسم الجغرافيا ونظم المعلومات الجغرافية
- قسم الفلسفة
- قسم الاجتماع
- قسم علم النفس
- قسم الآثار
- قسم الإعلام
- قسم اللغات الشرقية
- قسم المكتبات والمعلومات

## وصلات خارجية
الموقع الإلكتروني لكلية الأداب جامعة كفر الشيخ.